# Carolina Herrera
María Carolina Josefina Pacanins y Niño (Caracas, 8 de gener de 1939), més tard Carolina Herrera pel seu matrimoni amb Reinaldo Herrera, és una dissenyadora de moda internacional.
L'any 1995 Puig, companyia de perfumeria i moda, va comprar la marca Carolina Herrera. Puig gestiona directament la línia més alta de Carolina Herrera, mentre que ha llicenciat al grup gallec Textil Lonia (propietat dels germans Domínguez) la fabricació i distribució de la línia CH Carolina Herrera.

## Perfums
- Carolina Herrera (1988).
- Herrera For Men (1995).
- Carolina (1996).
- Carolina Herrera - Herrera Aqua For Men (1998).
- 212 (1999).
- 212 For Men (2000).
- 212 - Special Edition (2001).
- Chic (2002).
- Chic (2003).
- 212 Sexy (2005).
- 212 On Ice (2006).
- 212 On Ice For Men (2006).
- 212 Sexy For Men (2006).

## Cosmètica
- Herrera - Body Milk.
- Gel de Bany de 212.